# Estève Caseponce
Estève Caseponce, ou Casapança, né le 9 septembre 1850 à Céret (Pyrénées-Orientales) et mort le 3 décembre 1932 dans la même ville, est un écrivain français d'expression catalane et française.

## Biographie
Prêtre à Arles-sur-Tech et instituteur à Perpignan, Estève Caseponce participe en 1906 au Premier congrès international de la langue catalane à Barcelone. Retraité en 1908, il part s'installer à Barcelone, où il vit jusqu'en 1923. Il fait partie pendant la Première Guerre mondiale d'un comité d'aide aux alliés.
Conscient que les coutumes de sa région sont sur le point de disparaître, Estève Caseponce recueille des échantillons de la littérature orale du Vallespir, mettant par écrit pour la première fois les contes populaires de la région.

## Œuvres
- (ca) Cent y una Faules de La Fontaine / traduhides y adaptades al català [per] Mossen Esteve Caseponce, Montalba, Impremta cooperativa obrer, 1927.
- (ca) Contes vallespirenchs : del temps de les encantades, Céret, Impremta Coste y Doutres, 1931 (lire en ligne).
- (ca) Contes Vallespirenchs : replegats per On Mir y Nontoquis, Perpinyà, Joseph Payret, 193? (lire en ligne).
- (ca + fr) Cami fent..., Perpinyà, Gilles y Trilha, 1932 (lire en ligne).